# Zdeněk Hess
Zdeněk Hess (ur. 8 grudnia 1940 w Pradze, zm. 26 marca 2020) – czeski aktor teatralny i filmowy.
Wstąpił do Akademii Sztuk Scenicznych w Pradze, studiów jednak nie ukończył i w 1963 roku dołączył do teatru F. X. Šaldy w Libercu. Później pracował m.in. w teatrze Maringotka.
Zagrał pomniejsze role w filmach i serialach takich jak Tajnosti, Městečko, Musím tě svést, Božská Ema, Vyprávěj, Dobrodružství kriminalistiky, Život a doba soudce A.K.
Pracował także w dubbingu. Swojego głosu użyczył w Simpsonach i Harrym Potterze.